# The Proclaimers
The Proclaimers é uma banda escocesa de folk rock. A banda foi fundada em 1983, em Auchtermuchty, na Escócia e é composta pelos gémeos Charlie e Craig Reid. A banda lançou onze álbuns até agora, (o primeiro em 1987, e o último em 2018), e continua ativa.
A banda é provavelmente mais conhecida pela música "I'm Gonna Be (500 Miles)", um single do álbum Sunshine on Leith, e que, sendo hoje um clássico, já passou em séries como Family Guy, How I Met Your Mother e Doctor Who. A canção fez sucesso também na trilha do filme Benny & Joon (1993), com Johnny Depp. Outros sucessos da banda são "Letter from America", e "I'm on My Way.

## Discografia
- 1987 - This Is the Story
- 1988 - Sunshine on Leith
- 1994 - Hit the Highway
- 2001 - Persevere
- 2003 - Born Innocent
- 2005 - Restless Soul
- 2007 - Life with You
- 2009 - Notes & Rhymes
- 2012 - Like Comedy
- 2015 - Let's Hear It For the Dogs
- 2018 - Angry Cyclist